# Аль-Манар
Аль-Манар (араб. المنار‎ — маяк) — ливанский спутниковый телеканал, орган шиитской партии Хизбалла (официально не признающей это). Один из четырёх важнейших новостных каналов Ближнего Востока. Год начала телевещания — 1991, спутниковый с 2000 года. Аль-Манар — главное из принадлежащих Хизбалле СМИ. Признан США террористической организацией. Руководителем канала является Ибрагим Фархат.
Первоначальное место расположения — южный пригород Бейрута Харет-Хурейк. Вещание канала заблокировано в ряде стран. Канал ведёт антисионистскую, антиизраильскую и антиамериканскую пропаганду. Большая часть акционеров и сотрудников канала являются членами Хизбаллы.
На 2004 год годовой бюджет канала составлял около 15 млн долларов. Доход от рекламы не очень высокий, так как канал отказывается рекламировать продукты, противоречащие исламу. Многие аналитики утверждают, что его большая часть приходит из Ирана, но финансирование из этого источника значительно сократилось после окончания гражданской войны в Ливане.
В 1990-е годы основные программы канала ставили целью деморализацию противников (Израиля и Армии Южного Ливана), ежедневно транслировались призывы дезертировать к бойцам Армии Южного Ливана. Также демонстрировались видеозаписи атак Хизбаллы. С 2000 года программы сфокусированы на палестинском конфликте. Они включают в себя новостные выпуски, религиозные передачи, документальные фильмы и развлекательные шоу, перемежающиеся пропагандистскими клипами. Некоторые передачи отражают ливанские политические реалии, а также культурные традиции.
Первой передачей канала была трансляция похорон шиитского руководителя Ирана аятоллы Хомейни в июне 1989 года. Официально Аль-Манар начал вещание 3 июня 1991 года, дата была приурочена к дню смерти (поминовения) Хомейни. В первые годы существования канал в основном освещал конфликт Хизбаллы и Израиля в южном Ливане. В 1996 году Ливан отказал каналу в лицензии на телевещание, но его владельцы успешно обжаловали это решение в суде. Под давлением Саудовской Аравии международные передачи Аль-Манара стали более нейтральными, местные же сохраняют радикальную шиитскую повестку. В 2000 году канал начал спутниковую трансляцию (спутниковая и кабельная трансляции объединились в 2014 году). В том же году начал работу сайт Аль-Манар. После ухода израильской армии из Ливана и начала второй палестинской интифады канал усиленно освещает палестино-израильский конфликт с радикальной позиции
В 2004 году канал был запрещён во Франции и Германии после призывов к джихаду и трансляции передачи «Аль-Шатат» («Диаспора»), основанной на антисемитском произведении «Протоколы сионских мудрецов». В том же году на канале появилось развлекательное шоу-викторина «Миссия», в котором участники должны на виртуальной карте «дойти до Иерусалима». Если это происходит, в студии играют гимн Хезболлы: «Иерусалим наш, и мы туда идем».
В 2006 году, во время Второй ливанской войны, армия Израиля авиаударом разрушила главный офис Аль-Манара в Бейруте.
В гражданской войне в Йемене канал поддерживает хуситов, за что в 2016 году его прекратили транслировать панарабский спутниковый оператор Arabsat и египетский оператор Nilesat.
В 2021 году лидер Хизбаллы Хасан Насралла записал особое видеообращение, приуроченное к 30-летию канала.